# 安城市立明和小学校
安城市立明和小学校（あんじょうしりつ めいわしょうがっこう）は、愛知県安城市東端町にある公立小学校。

## 概要
- 東端町（青ノ山、新井、新子、稲荷、井ノ口、内浜、江戸坂、大久戸、貝戸、鐘鋳場、北山、祈、切間、鴻ノ巣、小山、里、白萩、新稲荷、新長田、洲鼻、住吉、寺下、天白、道城、殿町、中田、長田、中縄手、中根山、中村、西新田、主木、八劔、東稲場、東田、毘沙田、前新田、丸ノ内、神子塚、南内浜、南新田、南山、宮裏、宮下、向山、明祥北、明祥南、明祥東、明和、薮崎、山ノ神、山ノ崎、山ノ鼻、蓮台、脇江）根崎町（荒子、石ケ入、石谷、石渕、壱丁掛、壱町掛、内浜、大川、上小久戸、萱野、北根、北半場、五佐池、下小久戸、下渡瀬、新石谷、新切、砂子、長配、堤防、西石谷、西石渕、西大川、西新切の一部を、西出口、西根、東石ヶ入、東石谷、東石渕、東新切の一部、東出口、東家下、伏水屋、南荒子、南境目、南根、南半場、南傍示木）が校区であり、公立中学校に進学する場合は安城市立明祥中学校に進学する[1]。
- 旧・碧海郡明治村の小学校であった。

## 沿革
- 1907年（明治40年）1月1日 - 明治第四尋常高等小学校として開校。碧海郡明治村のうち、大字東端、大字根崎の児童が通学する。
- 1910年（明治43年）4月1日 - 明治第三尋常小学校に改称する[注釈 1]。
- 1911年（明治44年） - 現在地に校舎が完成する。
- 1941年（昭和16年）4月1日 - 明治第三国民学校に改称する。
- 1947年（昭和22年）4月1日 - 明治村立第三小学校に改称する。
- 1948年（昭和23年）10月1日 - 碧海郡明治村立明治中部小学校に改称する。
- 1955年（昭和30年）4月1日 - 明治村が分割され、安城市、碧南市、西尾市に編入される。明治中部小学校は安城市の小学校となり、同時に安城市立明和小学校に改称する。
- 1965年（昭和40年） - 新校舎（鉄筋コンクリート造）が完成する。
- 1971年（昭和46年）4月1日 - 校区の一部が安城市立丈山小学校校区に移る。

## 交通アクセス
- あんくるバス南部線「東端保育園」バス停より徒歩約5分。

## 周辺施設
- 安城市立明祥中学校
- 安城市立東端保育園
- 油ヶ淵
- 油ヶ淵水辺公園
- 碧南西端郵便局
- 碧南市民病院